# Vụ tấn công Strasbourg 2018
Vào tối ngày 11 tháng 12 năm 2018, một vụ nổ súng hàng loạt đã xảy ra tại Strasbourg, Pháp, khi Chérif Chekatt, 29 tuổi, nổ súng với khẩu súng lục trong chợ Giáng sinh sầm uất của thành phố, giết chết 4 người và làm bị thương 12 người, trước khi chạy trốn bằng taxi. Các nhà chức trách đã gọi vụ nổ súng là hành động khủng bố. Sau một cuộc săn lùng liên quan đến 700 sĩ quan, Chekatt đã bị giết trong vụ xả súng với cảnh sát Pháp vào tối ngày 13 tháng 12.

## Vụ tấn công
Tay súng đã vào phố cổ Strasbourg trên đường phố Rue du Vieux Marché aux Poissons, đến từ Pont du Corbeau (ảnh từ Giáng sinh 2014)
Cuộc tấn công bắt đầu vào khoảng 19:50 giờ địa phương (18 giờ 50 phút)  gần Place Kléber nơi Christkindelsmärik đang bị giam giữ. Chérif Chekatt tiến vào khu vực qua Pont du Corbeau, sau đó đi qua Rue des Orfèvres, nổ súng ở ba địa điểm khác nhau, đầu tiên tại Carré-d'Or (Rue des Orfèvres), sau đó là Rue des Grandes-Arcades. Vụ nổ súng kéo dài mười phút và diễn ra ở nhiều đường phố, trong thời gian đó, tay súng đã hét "Allahu akbar" khi anh ta bắn vào đám đông; anh ta cũng tấn công người bằng dao. Sau đó anh ta bắn nhau với binh lính của Opération Sentinelle, và sau đó với Cảnh sát Quốc gia; một người lính bị bắn vào tay, và Chekatt bị bắn vào cánh tay.
Một du khách người Thái Lan 45 tuổi đã bị đánh vào đầu trước một nhà hàng và chết, mặc dù một người qua đường đang cố gắng hồi sức cho anh ta; xe cứu thương mất hơn 45 phút để đến nơi. Chekatt sau đó trốn thoát theo hướng Neudorf và Place de l'Étoile, đi taxi; người lái xe không hề hấn gì và báo cảnh sát đã chở một người đàn ông có vũ trang và bị thương. Lời khai của anh ta cho phép cảnh sát xác định tay súng, vì người đàn ông khoe khoang về việc giết người và có một quả lựu đạn ở nhà. Hai ngày sau vụ tấn công, khẩu súng của Chekatt được tiết lộ là khẩu súng lục ổ quay Modèle 1892.